# Qué Hiciste
"Qué Hiciste" là một ca khúc được trình bày bởi nghệ sĩ thu âm người Mỹ Jennifer Lopez. Bài hát được viết bởi Jimena Romero, Julio Reyes, Marc Anthony, và sản xuất bởi Estéfano và Reyes. Ca khúc trở thành đĩa đơn đầu và đồng thời cuối cùng được trích từ album phòng thu thứ năm của cô và là album Tây Ban Nha đầu tiên trong sự nghiệp của Lopez, Como Ama una Mujer (2007). Theo một cuộc phỏng vấn với Lopez, ca khúc lấy ý tưởng từ một giấc mộng của chồng cô, Anthony, khi anh gặp nhà sản xuất âm nhạc Rocío Dúrcal. "Qué Hiciste" trở thành một ca khúc khá thành công khi đứng đầu bảng xếp hạng tại Ý và Switzerland. Ca khúc đồng thời đứng đầu hai bảng xếp hạng của Billboard là Hot Dance Club Play và Hot Latin Tracks. Nhưng ca khúc lại không giành vị trí nào trên bảng Billboard Hot 100.
Ca khúc trở thành "hit" tại châu Âu và Hoa Kỳ khi giành được vị trí quán quân ở bảng U.S. Latin Chart và ở Tây Ban Nha, bán được 260,000 bản nhạc chuông và hơn 120,000 bản download trực tuyến.
Lopez đã trình bày ca khúc trên chương trình American Idol vào ngày 11 tháng 4 năm 2007. Đây là lần đầu cô trình diễn một ca khúc tiếng Tây Ban Nha trong một cuộc thi truyền hình. Hai ngày sau buổi diễn, ca khúc (bản trực tiếp tại cuộc thi) đứng vị trí 100 trên bảng xếp hạng âm nhạc của iTunes và sau đó vươn lên vị trí 91 và đứng thứ 86 trong bảng Billboard Hot 100 at #86.

## Thông tin bên lề
"Qué Hiciste" được viết bởi Jimena Romero, Julio Reyes, Marc Anthony, và sản xuất bởi Estéfano và Reyes. Ý tưởng về bài hát được lấy từ giấc mơ của chồng cô Anthony. Trong giấc mơ, anh gặp nghệ sĩ Rocío Dúrcal, ông nói với anh "Đến đây, vào căn phòng này ngay, nghe cái này đi. Đây là ca khúc cho Jennifer". Lopez đã tiết lộ rằng không có hề có một studio nào gần đó, cô đã gọi cho chồng của mình, bật máy ghi âm và kêu chồng mình hát ca khúc ấy. Sau vài tháng, Lopez bắt đầu viết lời cho ca khúc với một nhạc sĩ Tây Ban Nha, cô đã xong ca khúc trong vòng 15 phút.
Ca khúc đã được định trước đó là một bản ballad. Nhưng sau đó, khi đã viết lời xong, "Qué Hiciste" trở thành một ca khúc "mạnh mẽ, với một chút rock. Một ca khúc ấn tượng. [...] Nó là sự đam mê và gồm nhiều niềm vui, đúng là một thông điệp chết người". Lopez rất thích ca khúc và "mong mỏi fan của mình cũng thích ca khúc như cô vậy."

## Video ca nhạc

Jennifer trong video "Que Hiciste"

Video của ca khúc được quay tại Dumont Dunes, California và đạo diễn bởi Michael Haussman và được định phong cáck bởi GK Reid. Video khởi đầu với cảnh Lopez đang lái một chiếc xe cũ trên một đoạn đường cao tốc. Cô dừng lại ở một quán ăn, vào nhà vệ sinh nữ để thay quần áo và dùng một chai thuốc nhuộm tóc để chuyển tóc của mình thành màu đen. Sau đó, khi nhạc chuyển sang điệp khúc lần hai, chiếc xe nổ tung ngay đằng sau cô. Tiếp đến là cảnh cô nhảy múa trên cát. Nội dung về một người lái một chiếc xe cũ cùng cát và núi cũng xuất hiện trong video ca nhạc của Rester femme do Axelle Red phát hành năm 1997.
Ca khúc là video tiếng Tây Ban Nha đầu tiên vươn lên vị trí đầu bảng Total Request Live của kênh truyền hình MTV và trở thành người phụ nữ đầu tiên vươn lên vị trí đầu bảng Mi TRL của kênh MTV Tres'.
Một phiên bản video Tony Moran/Warren Rigg Club Mix cũng được phát hành sau đó.

## Danh sách ca khúc
- Đĩa CD[5]

1. "Qué Hiciste" (Bản gốc) – 4:57
2. "Qué Hiciste" (Radio) – 4:31

## Xếp hạng
| Bảng xếp hạng (2007)                 | Vị trí |
| ------------------------------------ | ------ |
| Áo (Ö3 Austria Top 40)               | 19     |
| Bỉ (Ultratop 50 Flanders)            | 13     |
| Bỉ (Ultratop 50 Wallonia)            | 11     |
| Europe (Music & Media)               | 20     |
| Ý (FIMI)                             | 1      |
| Thụy Sĩ (Schweizer Hitparade)        | 1      |
| US Dance/Club Play Songs (Billboard) | 1      |
| US Latin Songs (Billboard)           | 1      |

| Bang xếp hạng (2007)   | Vị trí |
| ---------------------- | ------ |
| Romanian Singles Chart | 30     |